# Benedict Samuel
Benedict Samuel (Adelaide (Australië), 15 april 1988) is een Australische acteur.

## Biografie
Samuel werd geboren in Adelaide (Australië) in een gezin als jongste van drie kinderen, en is broer van acteur Xavier. Hij is afgestudeerd aan de toneelschool National Institute of Dramatic Art in Sydney.
Samuel begon in 2011 met acteren in de miniserie Paper Giants: The Birth of Cleo, waarna hij nog meerdere rollen speelde in televisieseries en films. Zo speelde hij een terugkerende rol in onder andere Home and Away (2011), The Walking Dead (2015-2016) en Gotham (2016-2019). Naast het acteren voor televisie is hij ook actief in diverse theaters.

## Filmografie

### Films
Uitgezonderd korte films.
- 2022 North of Normal - als Karl
- 2022 Measure of Revenge - als Ronin
- 2021 Warning - als Vincent
- 2019 Sweetheart - als Brad
- 2018 Pimped - als Lewis Blake
- 2017 Ellipsis - als Jasper
- 2016 The Duel - als George
- 2015 The Walk - als David
- 2015 The Stanford Prison Experiment - als Jacob Harding
- 2014 Asthma - als Gus
- 2012 Underground: The Julian Assange Story - als Jonah

### Televisieseries
Uitgezonderd eenmalige gastrollen.
- 2025 Black Snow - als Sean Cosgrove - 4 afl.
- 2016-2019 Gotham - als Jervis Tetch - 24 afl.
- 2016 Secret City - als Felix Crawford - 6 afl.
- 2015-2016 The Walking Dead - als Owen - 5 afl.
- 2015 The Beautiful Lie - als Skeet Du Pont - 6 afl.
- 2011 Home and Away - als Hammer Pirovic - 8 afl.

- Library of Congress Control Number: no2018116124
- Virtual International Authority File: 51153651664355780199
- WorldCat: E39PBJktp7DK7vWpPGYGd7y68C